# بوريس راين
بوريس راين (بالألمانية: Boris Rhein) (مواليد 2 يناير 1972 في فرانكفورت) محامٍ وسياسي ألماني ينتمي لحزب الاتحاد الديمقراطي المسيحي (CDU)، يشغل منصب رئيس وزراء ولاية هسن منذ عام 2022. كان نشطًا في سياسة ولاية هيسن منذ أواخر التسعينيات. بعد انتخابه نائبا في برلمان ولاية هسن في عام 1999 شغل منصب وزير الداخلية بالولاية من عام 2010 حتى عام 2014 ووزير العلوم والفنون من عام 2014 إلى عام 2019. في 31 مايو 2022 اُنتخاب ليخلف فولكر بوفيير في منصب وزير رئيس ولاية هيسن . قاد حزب الاتحاد الديمقراطي المسيحي للفوز في انتخابات ولاية هسن 2023 .

## الحياة الشخصية
راين متزوج من تانيا راب راين، وهي قاضية وناشطة في حزب الاتحاد الديمقراطي المسيحي. لديهما ولدان، أوسكار وبرونو.  يعيش في فرانكفورت وهو عضو في الكنيسة الكاثوليكية. 